# Jaime Huélamo
Jaime Huélamo Huélamo (17 de novembro de 1948 — 31 de janeiro de 2014) foi um ciclista espanhol que correu profissionalmente entre 1973 e 1975. Competiu em dois eventos nos Jogos Olímpicos de Munique 1972.